# Dianthera secunda
La insulina (Dianthera secunda) es una especie de planta con flores perteneciente a la familia Acanthaceae. 

## Distribución y hábitat
El área de distribución nativa de esta especie se extiende en el sur del Caribe (especialmente en las Antillas Menores, Brasil, Colombia, Ecuador, Guayana Francesa, Guyana, Panamá, Surinam y Venezuela). Crece principalmente en el bioma tropical húmedo.

## Taxonomía
La especie fue descrita originalmente como Justicia secunda por Martin Vahl y publicada en Symbolae Botanicae 2: 7, en 1791, actualmente es tanto un sinónimo como el basónimo de esta; y ulteriormente sería transferida al género Dianthera por August Heinrich Rudolf Grisebach en Abhandlungen der Königlichen Gesellschaft der Wissenschaften zu Göttingen 7: 246, en 1857.

#### Etimología
Véase: Dianthera
secunda: epíteto latino que significa "en fila, hojas a un lado, segunda".